# 庄司總一
庄司總一（1906年10月6日—1961年11月28日）是日本昭和期的小說家・詩人・台灣文學者。台灣日治時代作家。筆名阿久見謙。

## 生平
1906年（明治39年）生於山形縣飽海郡北平田村（現・酒田市）。
因父親工作的關係移居北海道、台灣，後定居於台南市，台南市南門小學校、台南州立台南第一中學校（現・台南二中）畢業。之後進入慶應大學文學部英文科，受西脇順三郎的薰陶。在『三田文學』・『新三田派』發表創作，1942年（昭和17年）以「內台共婚」為題材的小說『陳夫人』獲得第1回大東亞文學賞。
1944年（昭和19年）離開東京，疏開到山形縣，戰後的1951年（昭和26年）創刊同人雜誌『新表現』。同人有北杜夫、伊藤桂一、菊村到、水上勉等。1954年（昭和29年）任慶應大學講師。1961年（昭和36年）病逝。

## 榮譽
- 第1回大東亞文學賞得主。（『陳夫人』）
- 第26回芥川龍之介賞入圍者。（『追放人』）

## 著作
- 『口レンスの生涯』
- 『残酷な季節』
- 『聖なる恐怖』
- 『しびれ』
- 『ばら枯れてのち』
- 『ノノミ抄』（散文詩集）

## 外部連結
- 庄司總一--數位典藏與數位學習國家型科技計畫 （页面存档备份，存于）
- 探討《陳夫人》版本間ê差異性──原版（台語譯版）kap改訂第三版（華語譯版）ê寫作思維分析比較／劉敏貞、林俊育
- 訪賴永祥教授夫婦及劉家古厝 （页面存档备份，存于）
- 龍瑛宗「日人文學在台灣」 （页面存档备份，存于）